# Marktredwitz

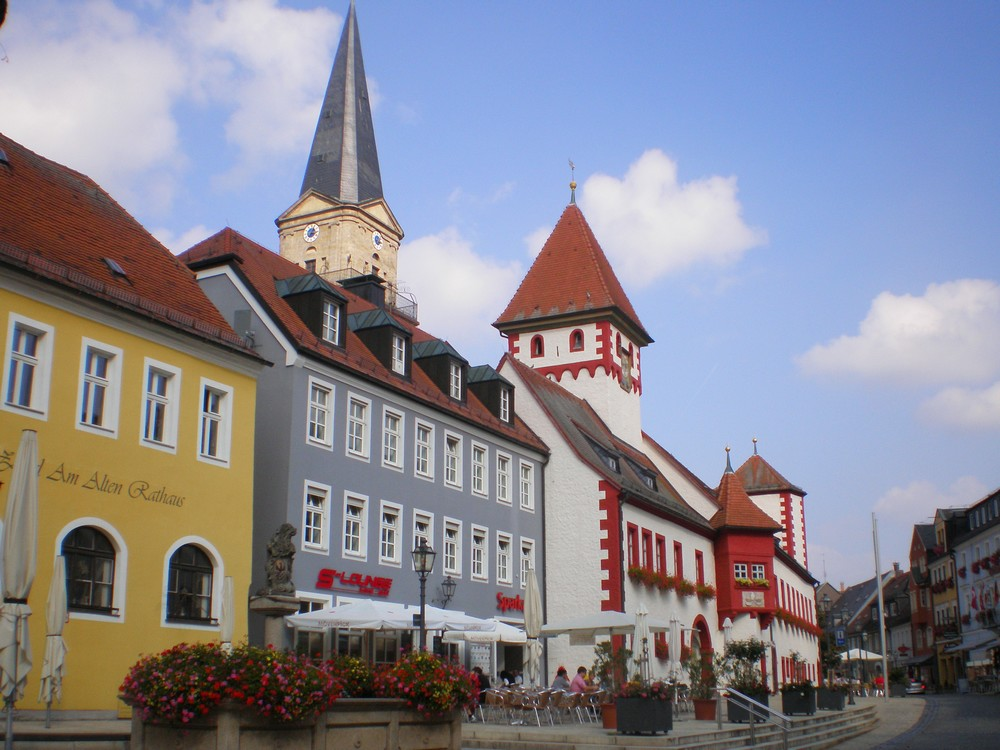
Markt mit Altem Rathaus (rechts) und St.-Bartholomäus-Kirche

Marktredwitz (nordbairisch Rawetz, tschechisch Trhová Ředvice) ist eine Große Kreisstadt im oberfränkischen Landkreis Wunsiedel im Fichtelgebirge. Sie bildet als dessen größte Stadt ein bedeutendes wirtschaftliches Zentrum im Landkreis und liegt an der Bayerischen Porzellanstraße.

## Geographie

### Geographische Lage

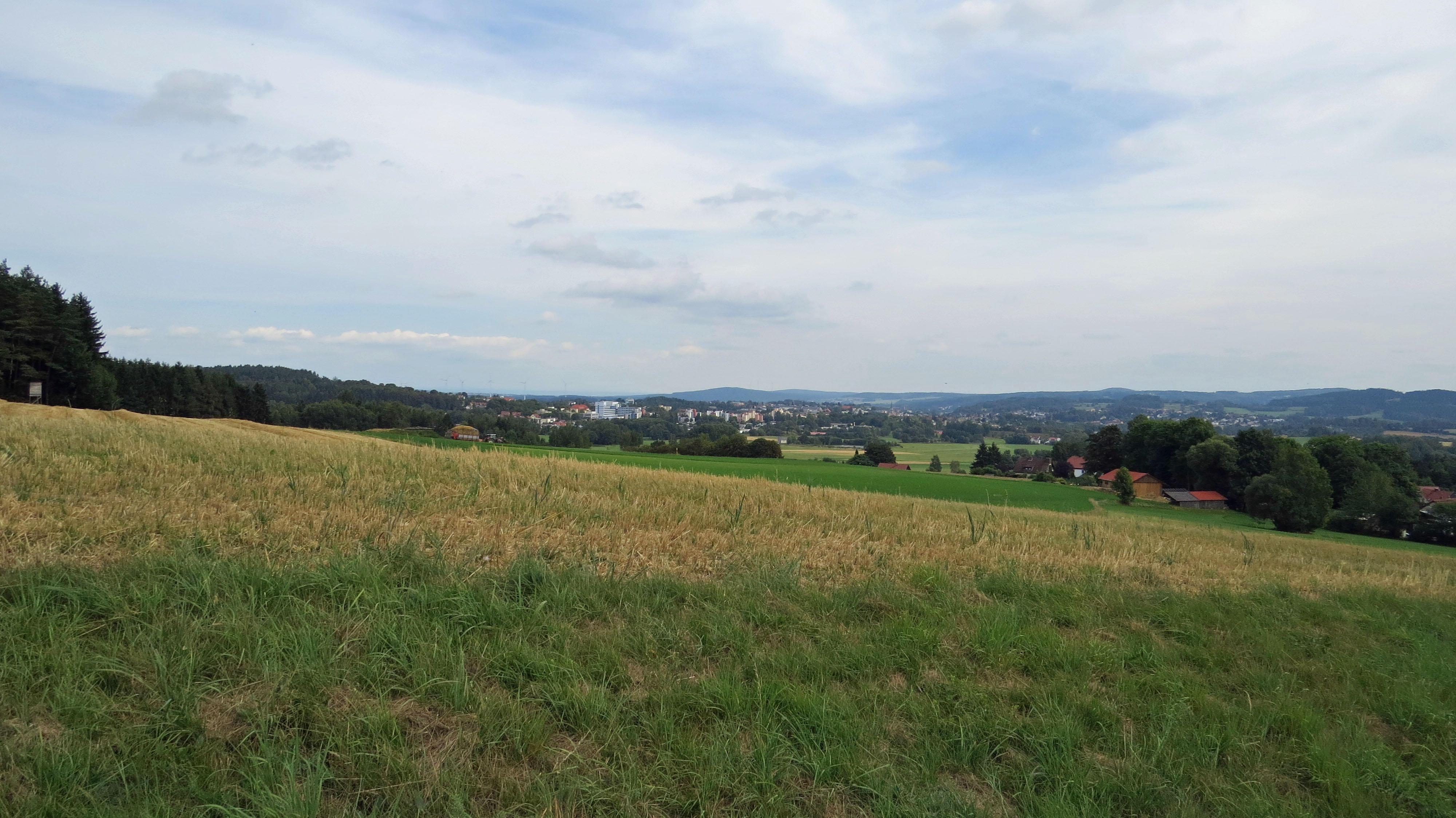
Marktredwitz von Westen

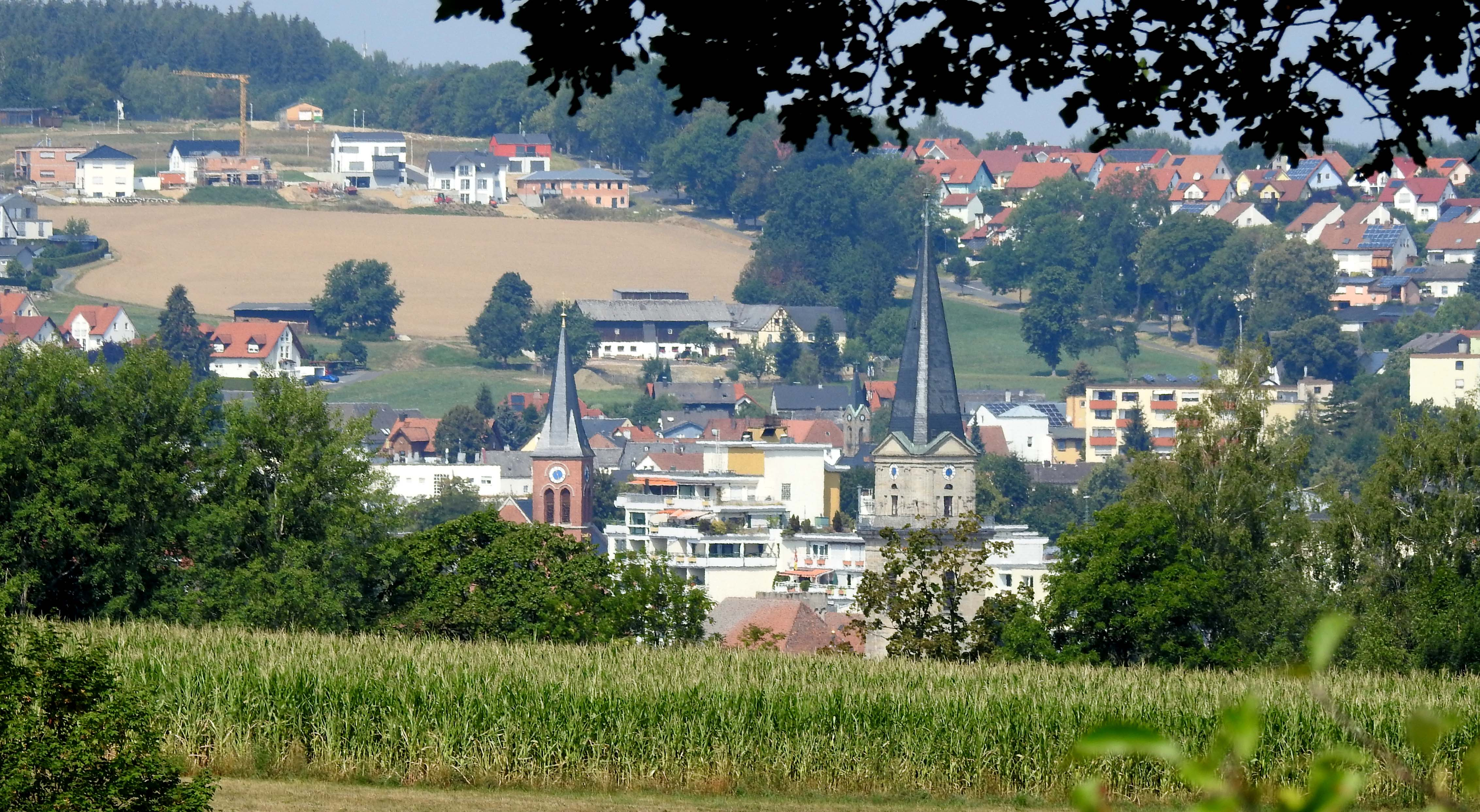
Marktredwitz von Südosten

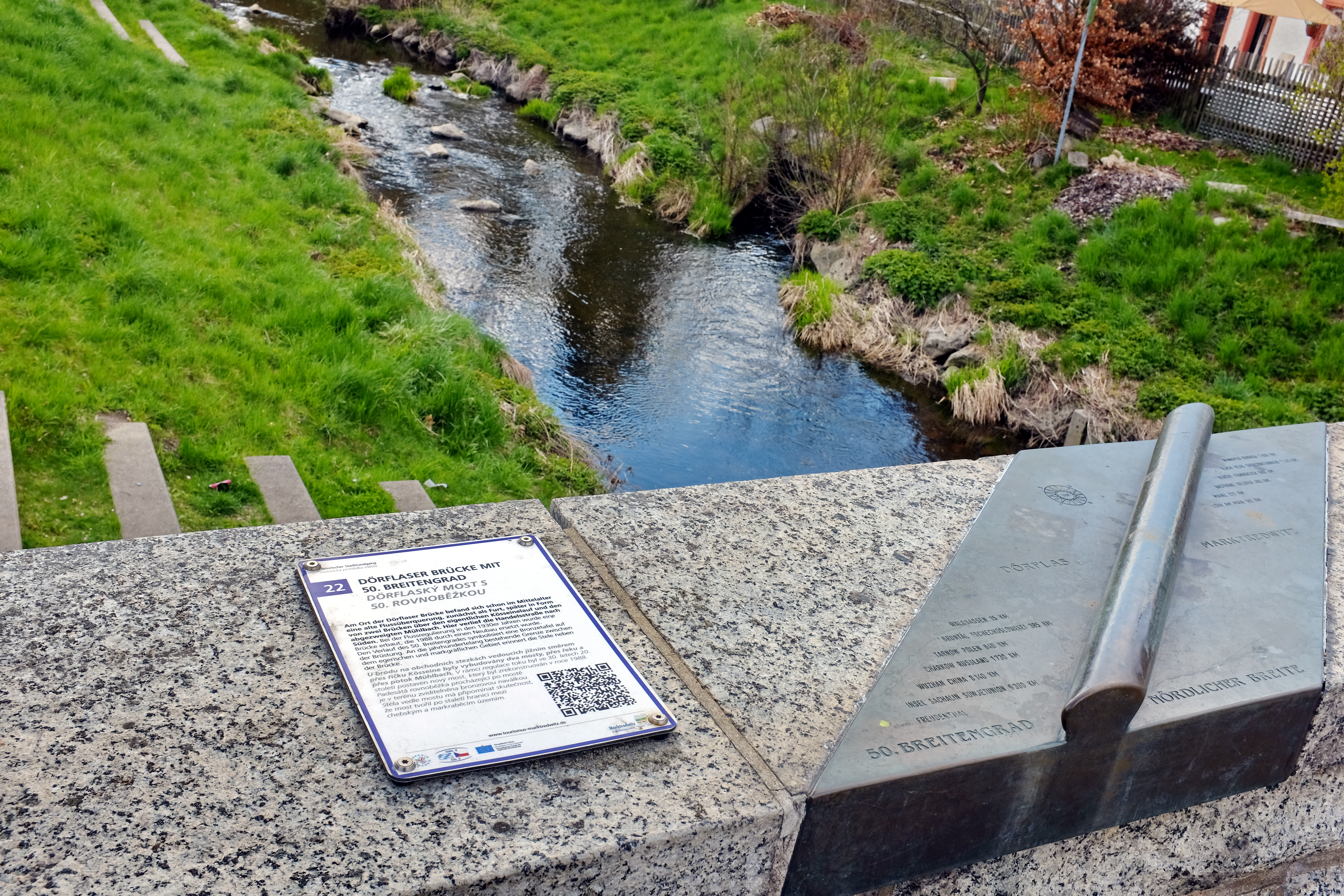
50. Breitengrad in der Ottostraße

Marktredwitz liegt im Fichtelgebirge am Rande der Selb-Wunsiedler-Hochfläche im Tal der Kössein. An den Rändern des Tales erheben sich die Höhenzüge von Kösseine und Steinwald.
Unmittelbar an Marktredwitz grenzt der Landkreis Tirschenreuth, der bereits zur Oberpfalz gehört. Gemeinsam mit der Kreisstadt Wunsiedel bildet Marktredwitz ein gemeinsames Oberzentrum. Weitere nahegelegene Oberzentren sind Hof (Saale), Bayreuth und Weiden in der Oberpfalz.
Nach Osten liegt in über 60 km Entfernung Karlovy Vary. Die Grenze zu Tschechien liegt etwa 15 Kilometer östlich von Marktredwitz.
Durch das Marktredwitzer Stadtgebiet verläuft der 50. Breitengrad.

### Nachbargemeinden
| Wunsiedel                                        | Thiersheim                                  | Arzberg                                         |
| Bad Alexandersbad                                | Kompassrose, die auf Nachbargemeinden zeigt |                                                 |
| Waldershof, (Landkreis Tirschenreuth, Oberpfalz) |                                             | Pechbrunn, (Landkreis Tirschenreuth, Oberpfalz) |

### Gemeindegliederung
Es gibt 27 Gemeindeteile (in Klammern ist der Siedlungstyp angegeben):
- Brand (Pfarrdorf)
- Breitmühle (Einöde)
- Dörflas (Stadtteil)
- Fridau (Dorf)
- Glashütte (Weiler)
- Grafenstein (Einöde)
- Grünitzmühle (Weiler)
- Haag (Dorf)
- Haingrün (Dorf)
- Hammerberg (Siedlung)
- Katharinenhöhe (Weiler)
- Korbersdorf (Dorf)
- Leutendorf (Dorf)
- Lorenzreuth (Kirchdorf)
- Manzenberg (Dorf)
- Marktredwitz (Hauptort)
- Meußelsdorf (Dorf)
- Miedelmühle (Einöde)
- Neu-Haag (Siedlung)
- Oberredwitz (Stadtteil)
- Oberthölau (Dorf)
- Pfaffenreuth (Kirchdorf)
- Reutlas (Dorf)
- Unterthölau (Weiler)
- Wölsau (Dorf)
- Wölsauerhammer (Dorf)
- Ziegelhütte (Dorf)

## Geschichte

### Bis zum 19. Jahrhundert
Marktredwitz wurde erstmals im Jahr 1140 urkundlich erwähnt. Der ursprüngliche Ortsname Radewize (Redwitz) hat slawische Wurzeln und bedeutet „bei den Leuten des Rad“, wobei Rad|… ein slawischer Personenname ist; die Deutung auf das Rad ist sekundär. Die moderne, umgangssprachliche Bezeichnung Rawetz geht auf diesen ursprünglichen Namen zurück. Das lokale, nach dem Ort benannte Adelsgeschlecht war auf den Rittergütern rund um Redwitz zuhause und gehörte später zum Fränkischen Ritterkreis. Kaiser Ludwig der Bayer übereignete Redwitz 1339 dem Kloster Waldsassen unter dem Abt Franz Kübel, das den Flecken zwei Jahre später an die Freie Reichsstadt Eger verkaufte. Dadurch wurde Redwitz zunächst ein Vorposten der Reichsstadt im späteren Markgraftum Brandenburg-Bayreuth, seit dem 18. Jahrhundert Bestandteil des österreichischen Kronlands Böhmen. Mit der Gründung der Chemischen Fabrik Marktredwitz (CFM), eine der ersten chemischen Fabriken überhaupt, begann 1788 die Industrialisierung in Redwitz. 1816 kam der Ort durch den am 14. April 1816 unterzeichneten Münchner Vertrag infolge des Wiener Kongresses zum Königreich Bayern, in dessen Zuge unter anderem das Fürstentum Salzburg und die 1802 an Bayern gefallene Stadt Vils an Österreich übergingen. Nach zwei großen Bränden in den Jahren 1822 und 1836, die jeweils einen großen Teil der Innenstadt vernichteten, entschlossen sich die Redwitzer Bürger im Jahr 1867 zur Gründung einer Freiwilligen Feuerwehr.

### 20. Jahrhundert
Am 16. Dezember 1907 wurde Redwitz nach bayerischem Recht zur Stadt erhoben; gleichzeitig wurde der seit Jahrhunderten geführte Markt-Titel Bestandteil des Ortsnamens. Die Stadterhebung war ein Ergebnis der Industrialisierung und des damit verbundenen Anwachsens der Einwohnerzahlen. Im Jahr 1919 lebten fast 7000 Menschen in Marktredwitz. Am 1. Dezember 1919 wurde die Stadt kreisfrei.
Im Laufe der Zeit sind die Städte Marktredwitz und Waldershof durch Baumaßnahmen nahe zusammengerückt und bilden eine Agglomeration mit annähernd 22.000 Einwohnern. Der Raum Wunsiedel-Marktredwitz-Waldershof deckt viele überregionale Aufgabenbereiche ab und hat heute den Status eines möglichen Oberzentrums.
Im Zuge der Gemeindegebietsreform verlor Marktredwitz am 1. Juli 1972 seinen Status als kreisfreie Stadt wieder und wurde als Große Kreisstadt in den Landkreis Wunsiedel eingegliedert. Es ist heute die größte Stadt im Landkreis. 1985 machte einer der ersten deutschen Altlastenskandale Marktredwitz in der gesamten Bundesrepublik bekannt. Es wurden schwere Umweltschäden auf dem Betriebsgelände der Chemischen Fabrik Marktredwitz (CFM) festgestellt. Insbesondere waren Böden und Gewässer mit Quecksilber belastet. Die Fabrik wurde geschlossen, Betriebsgelände und Umgebung wurden mit einem aufwändigen und neu entwickelten Reinigungsverfahren grundlegend saniert. Auf dieser Fläche befindet sich jetzt das Kösseine-Einkaufszentrum (KEC).
Im Stadtteil Haingrün unterhielten die US-Streitkräfte insbesondere während des Kalten Krieges einen militärischen Stützpunkt, das Camp Gates. 1991 wurde der Standort geschlossen; die Gebäude wurden 2012 abgerissen. Auf dem Gelände befindet sich heute ein Solarpark.

### 21. Jahrhundert
Bereits seit 1993 ist Marktredwitz Sitz der Bayerischen Euregio Egrensis, welche die negative Einwirkung der staatlichen Grenzen beseitigen, den Lebensstandard der Einwohner sowie die natürlichen und kulturpolitischen Bedingungen verbessern und das Wirtschaftspotenzial in der Region durch gezielte Kooperationsbeziehungen entwickeln will. Eines der größten Kooperationsprojekte war im Jahre 2006 die grenzüberschreitende Landesgartenschau Marktredwitz-Cheb.
Am 14. November 2019 eröffnete der BR in Marktredwitz ein Regionalstudio, aus dem zwei Korrespondenten über Themen aus den Landkreisen Wunsiedel und Tirschenreuth berichten.
Wegweisende Projekte für die Stadtentwicklung sind heute die Sanierung des Quartiers am Schulzentrum, der Ausbau der ehemaligen Fabrikhalle „Glasschleif“ und des Benker-Areals. Auf dem Gelände am Auenpark soll ein neues Viertel entstehen, mit vielen Wohneinheiten, Gastronomie und Spielplatz. Beheizt werden die Gebäude über eine Nahwärmeeinrichtung eines benachbarten Kesselhauses, wobei Pellets und nachwachsende Rohstoffe eingesetzt werden sollen.

### Eingemeindungen
Am 1. April 1939 wurden die Gemeinde Dörflas bei Marktredwitz und Teile der Gemeinde Oberredwitz eingegliedert. Im Zuge der Gebietsreform in Bayern kam am 1. Juli 1972 Leutendorf hinzu. Die Gemeinde Thölau wurde am 1. Juli 1974, Korbersdorf am 1. Januar 1975 und Wölsau am 1. Januar 1976 eingegliedert. Gebietsteile der aufgelösten Gemeinde Lengenfeld bei Groschlattengrün folgten am 1. Juli 1976, Wölsauerhammer und Gebietsteile der aufgelösten Gemeinde Haid mit damals weniger als 50 Einwohnern am 1. Januar 1977. Brand bei Marktredwitz und Lorenzreuth wurden am 1. Januar 1978 eingemeindet.

### Einwohnerentwicklung
Zwischen 1990 und 2021 sank die Einwohnerzahl um 10,26 % von 18.956 auf 17.010.

### Konfessionsstatistik
Von den Einwohnern waren (Stand 2023) 34,64 % evangelisch, 29,81 % katholisch und 35,55 % hatten eine andere Religion oder waren konfessionslos. Ein Jahr vorher (2021) waren 37,2 % evangelisch, 31,9 % katholisch und 30,9 % gehörten einer anderen Glaubensgemeinschaft an oder waren konfessionslos.

## Politik

### Stadtrat

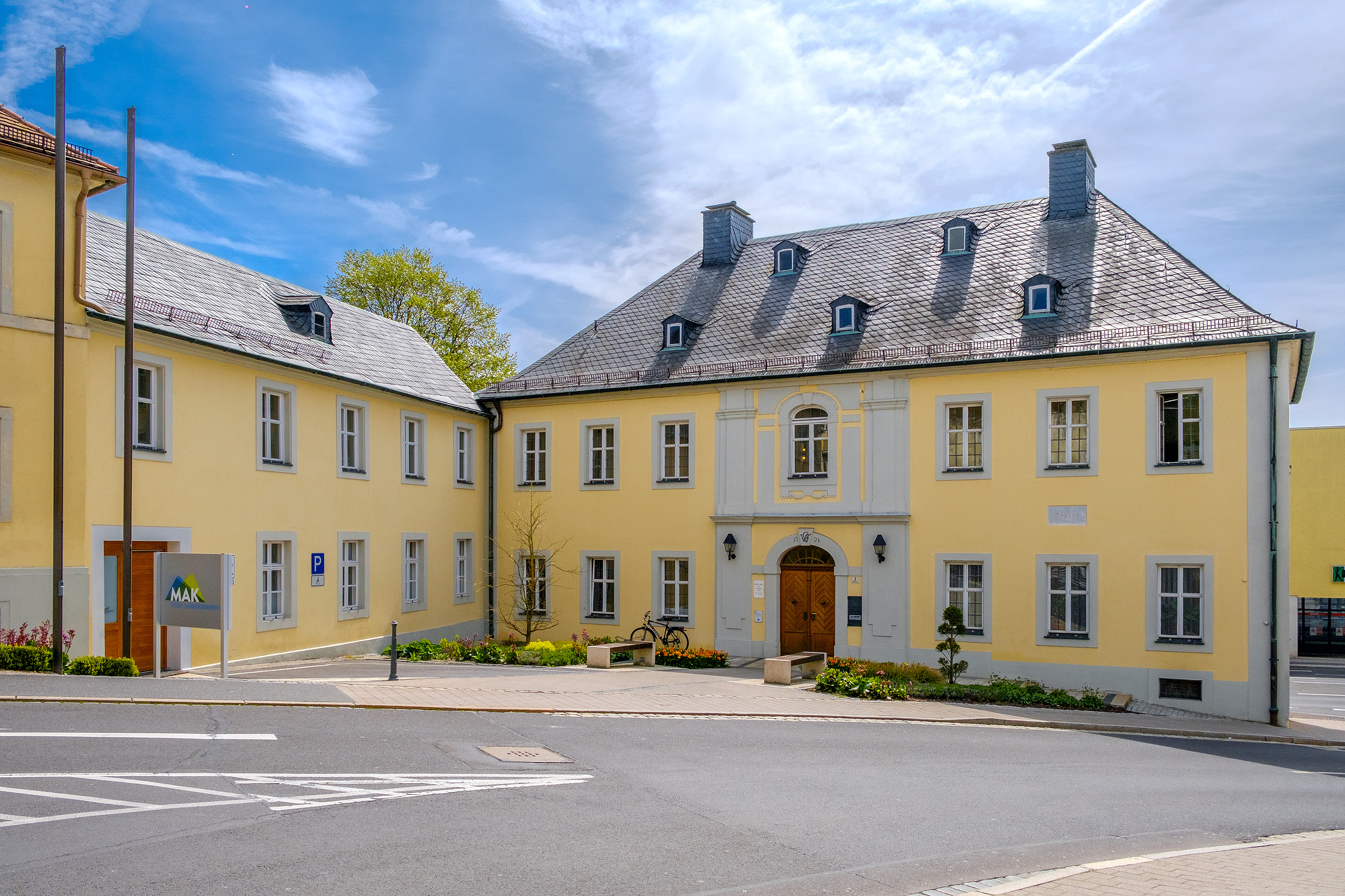
Neues Rathaus

Nach der Kommunalwahl am 15. März 2020 verteilen sich die 24 Sitze des Stadtrats entsprechend dem Stimmenanteil folgendermaßen auf die einzelnen Parteien und Wählervereinigungen:
| Partei Liste            | Stimmenanteil | Sitze |
| CSU                     | 40,7 %        | 10    |
| Freie Wähler            | 22,1 %        | 5     |
| SPD                     | 18,3 %        | 4     |
| Grüne                   | 07,5 %        | 2     |
| PRO MAK                 | 07,2 %        | 2     |
| AfD                     | 04,2 %        | 1     |
| Wahlbeteiligung: 52,7 % |               |       |

### Oberbürgermeister
Oberbürgermeister ist seit den Kommunalwahlen 2014 Oliver Weigel (CSU). Dessen Vorgängerin Birgit Seelbinder (parteilos) war ab dem 1. Mai 1990 im Amt.

### Städtepartnerschaften
- La Mure, Département Isère (Frankreich), seit 1983
- Vils, Tirol (Österreich), seit 1992 (siehe Geschichte von Vils)
- Castelfranco Emilia, Provinz Modena (Italien), seit 1997
- Roermond (Niederlande), seit 2005 (bis zur Eingemeindung: Swalmen)

### Wappen
| Wappen Gde. Marktredwitz | Blasonierung: „Geteilt von Gold und Rot; oben ein wachsender, rot gezungter schwarzer Adler, unten an der Teilung ein unterhalbes silbernes Rad.“ |
| Wappen Gde. Marktredwitz | |

## Kultur und Sehenswürdigkeiten

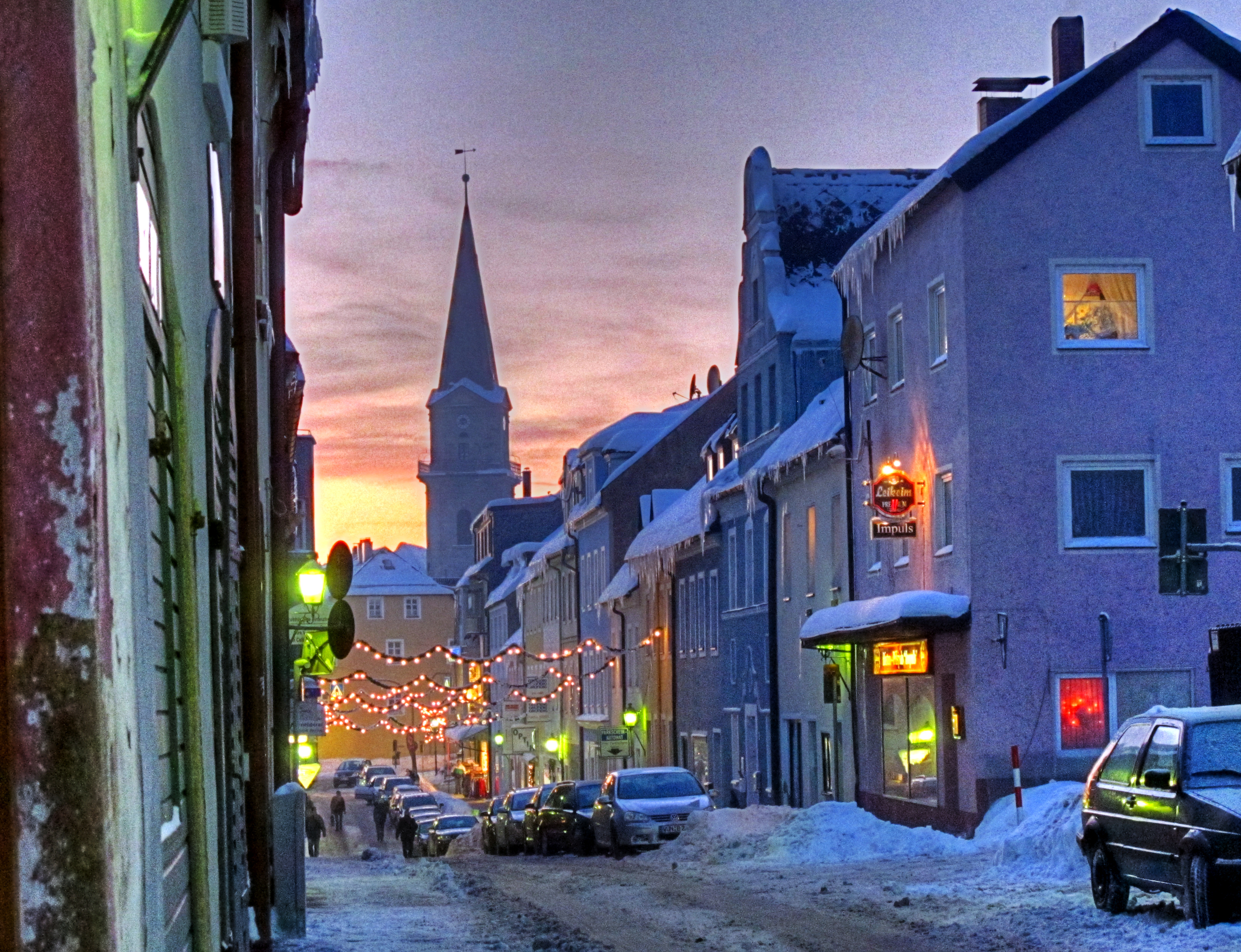
Altstadt, Egerstraße

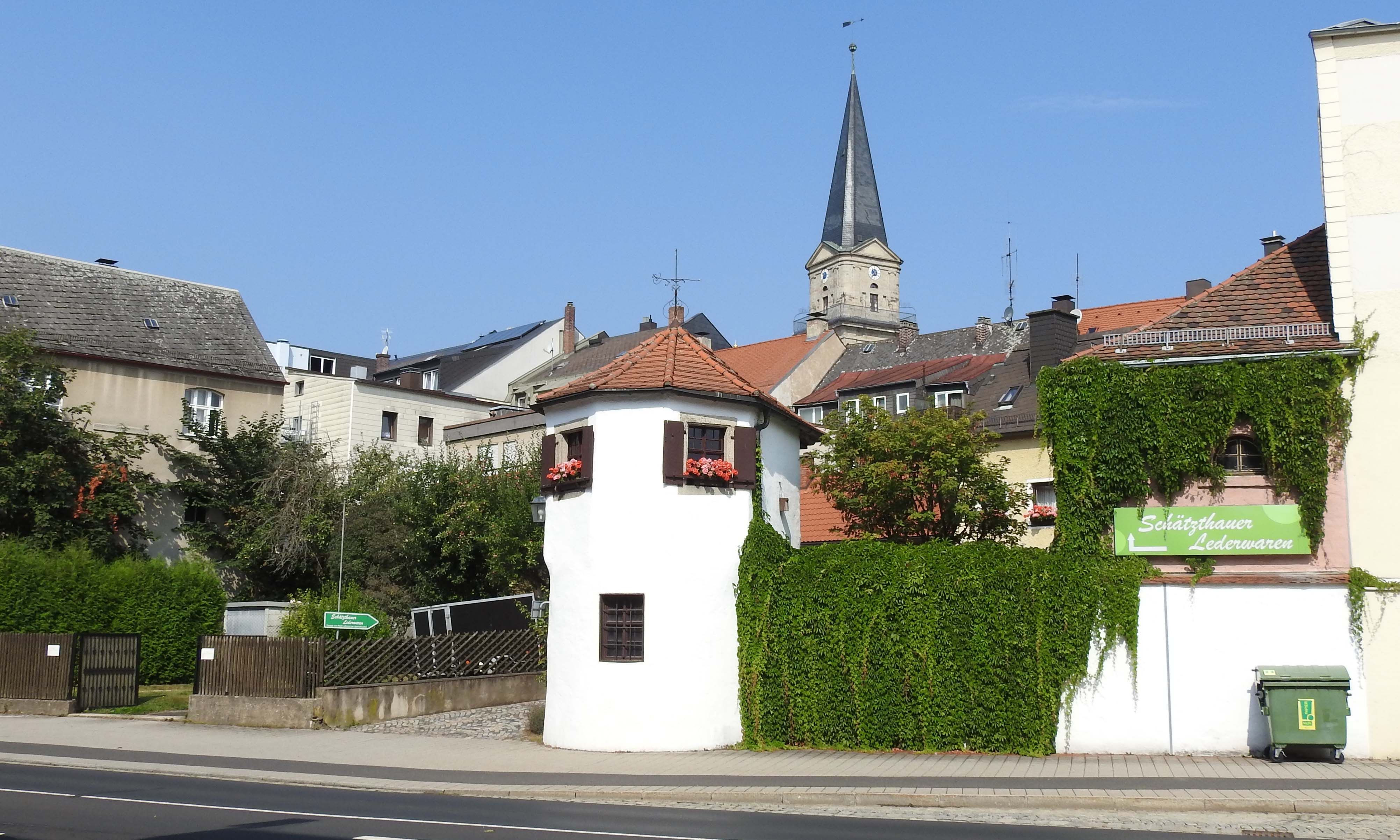
Altstadt von Südosten

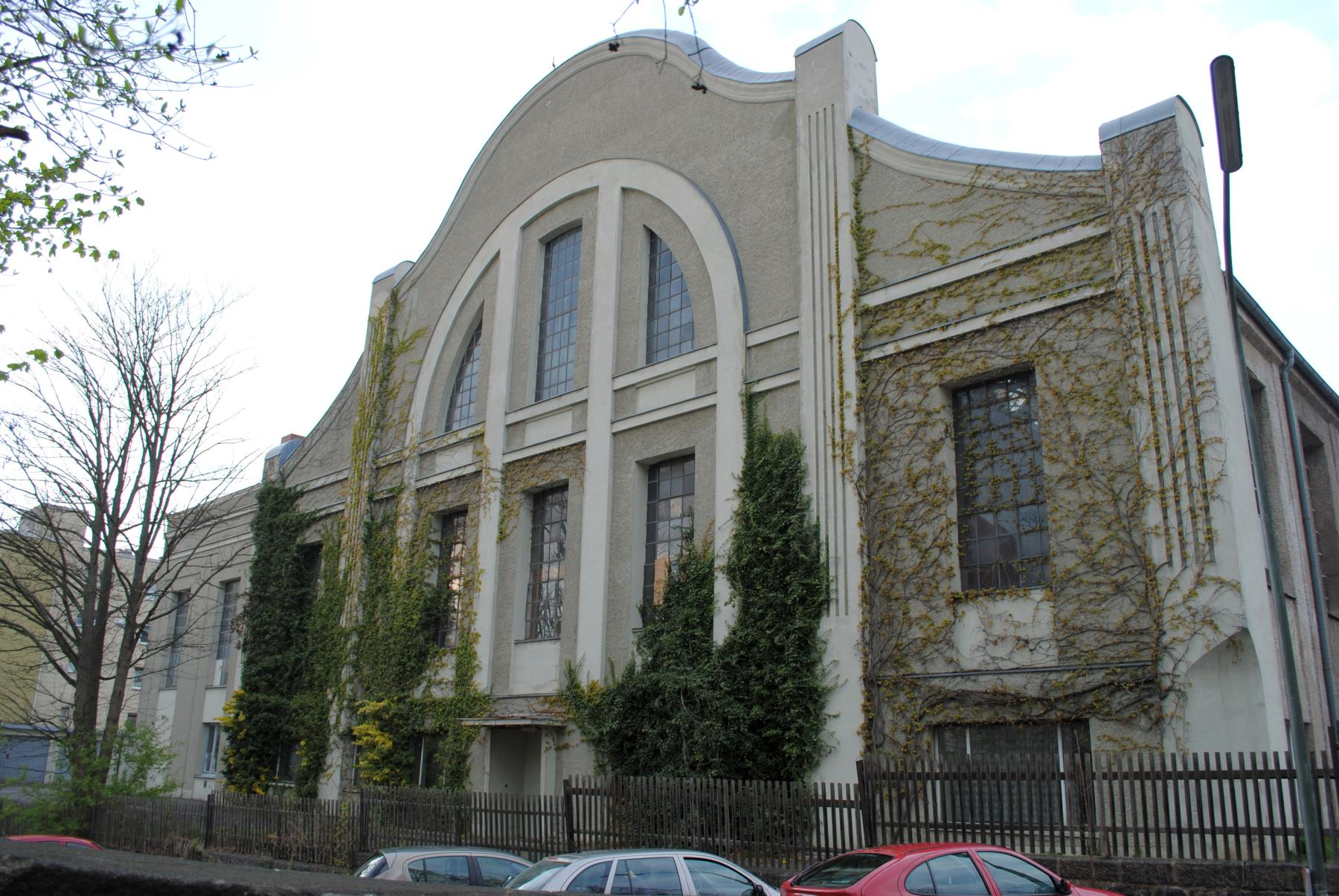
Historische Glasschleif

### Museen
Im Egerland-Kulturhaus Marktredwitz ist seit 1973 das zentrale Egerland-Museum eingerichtet. Es ist der Kulturgeschichte des im Nordwesten Böhmens gelegenen Egerlandes (heute Tschechische Republik) gewidmet. Zu sehen sind Objekte zur Geschichte und Kultur des Egerlandes, beispielsweise Trachten, Porzellan, Gläser, Zeugnisse der religiösen Volkskultur oder Andenkenstücke von Bäderreisen nach Karlsbad, Marienbad und Franzensbad. Die Verbindung zwischen Marktredwitz und Eger, die Vertreibung der Egerländer aus ihrer Heimat sowie der mühsame Neuanfang nach 1945 werden szenisch dargestellt. Wechselnde Sonderausstellungen nehmen auf weitere interessante Themen Bezug. Des Weiteren sind dem Museum die Egerländer Kunstgalerie und die Egerländer Studienbibliothek angegliedert.
Im Neuen Rathaus, das 1794 als Wohnhaus des ab 1788 ein chemisches Labor betreibenden Fabrikanten W. C. Fikentscher im klassizistischen Stil erbaut wurde, befindet sich das Goethezimmer. Dort wohnte Johann Wolfgang von Goethe während seines Besuchs in Marktredwitz vom 13. bis 18. August 1822.
Die historische Glasschleif ist die Kultur- und Veranstaltungshalle in der Stadt Marktredwitz. In der 1887 erbauten Fabrikhalle wurde bis ins Jahr 1932 Glas hergestellt und verarbeitet, zwischenzeitlich wurde das Gebäude als Bauhof der Stadt genutzt. Nach langem Leerstand wurde die Halle seit 2014 im Rahmen des Projekts „Glasschleif 2.0“ saniert und umgebaut. Bereits im Dezember 2024 fand in der Glasschleif der Marktredwitzer Weihnachtsmarkt statt, eröffnet wurde die Kulturhalle dann im Mai mit einem Konzert des Singer-Songwriters Michael Schulte.

### Kirchen und Religionsgemeinschaften

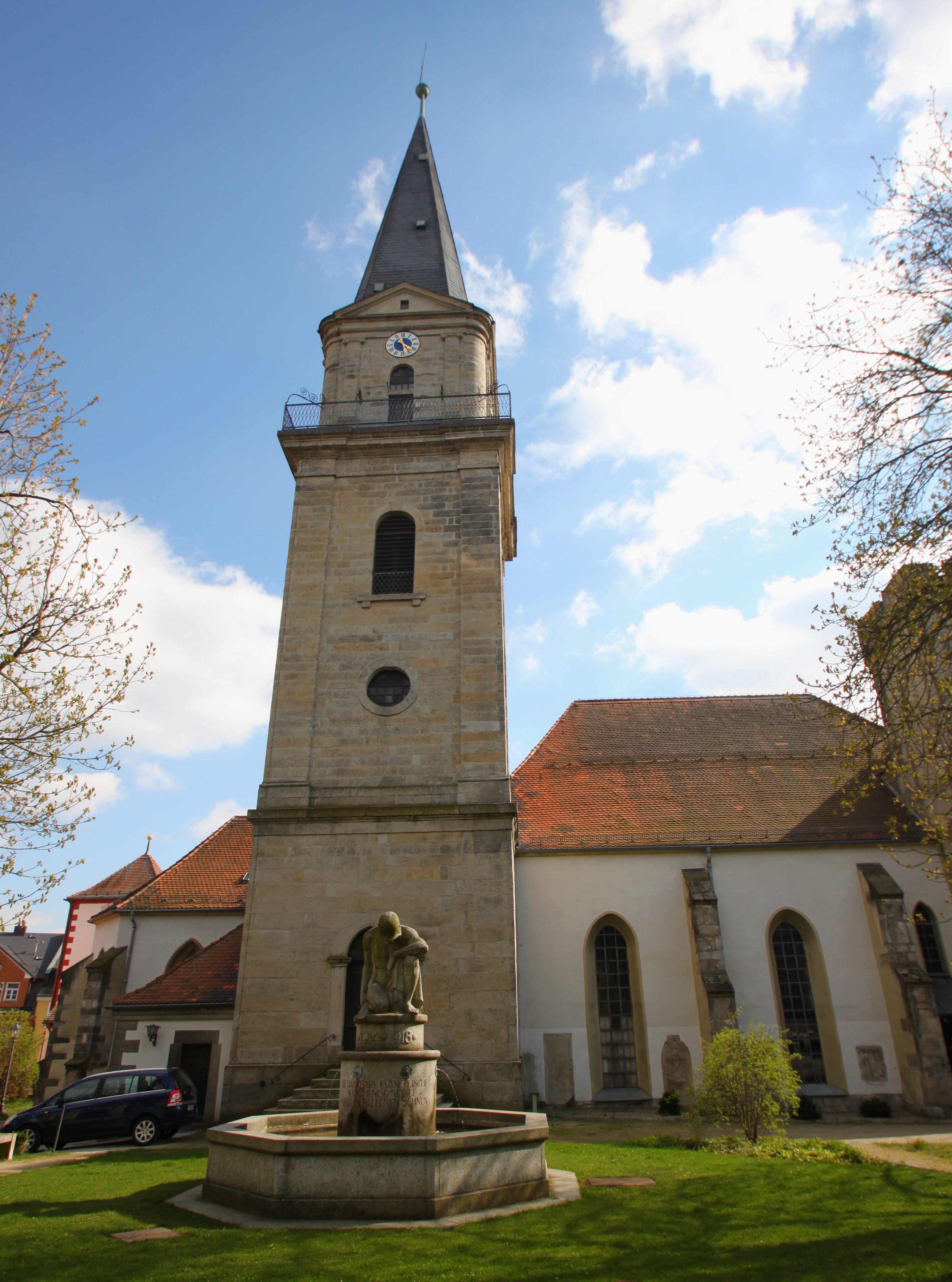
St.-Bartholomäus-Kirche

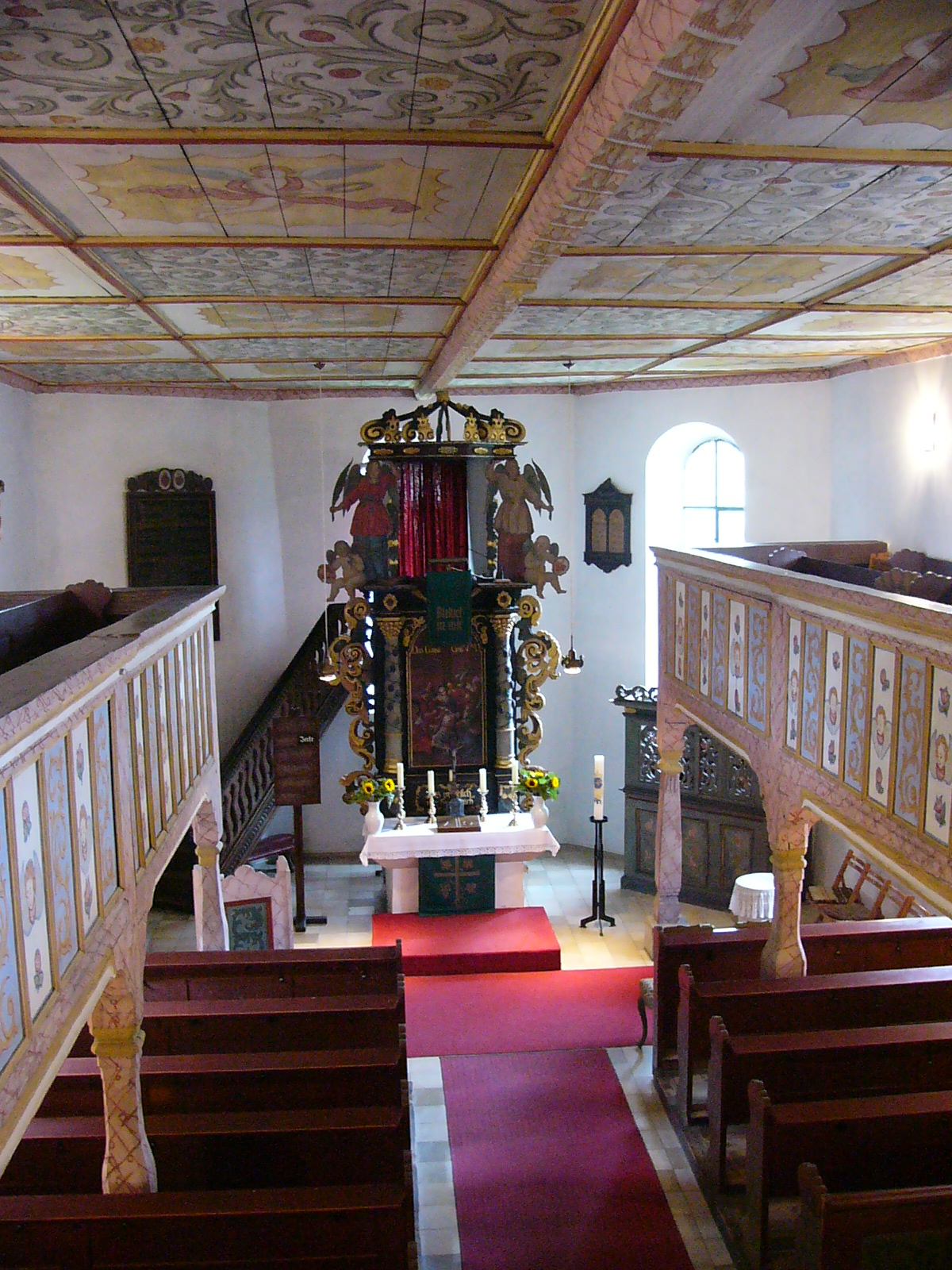
Innenraum der Heilig-Geist-Kirche

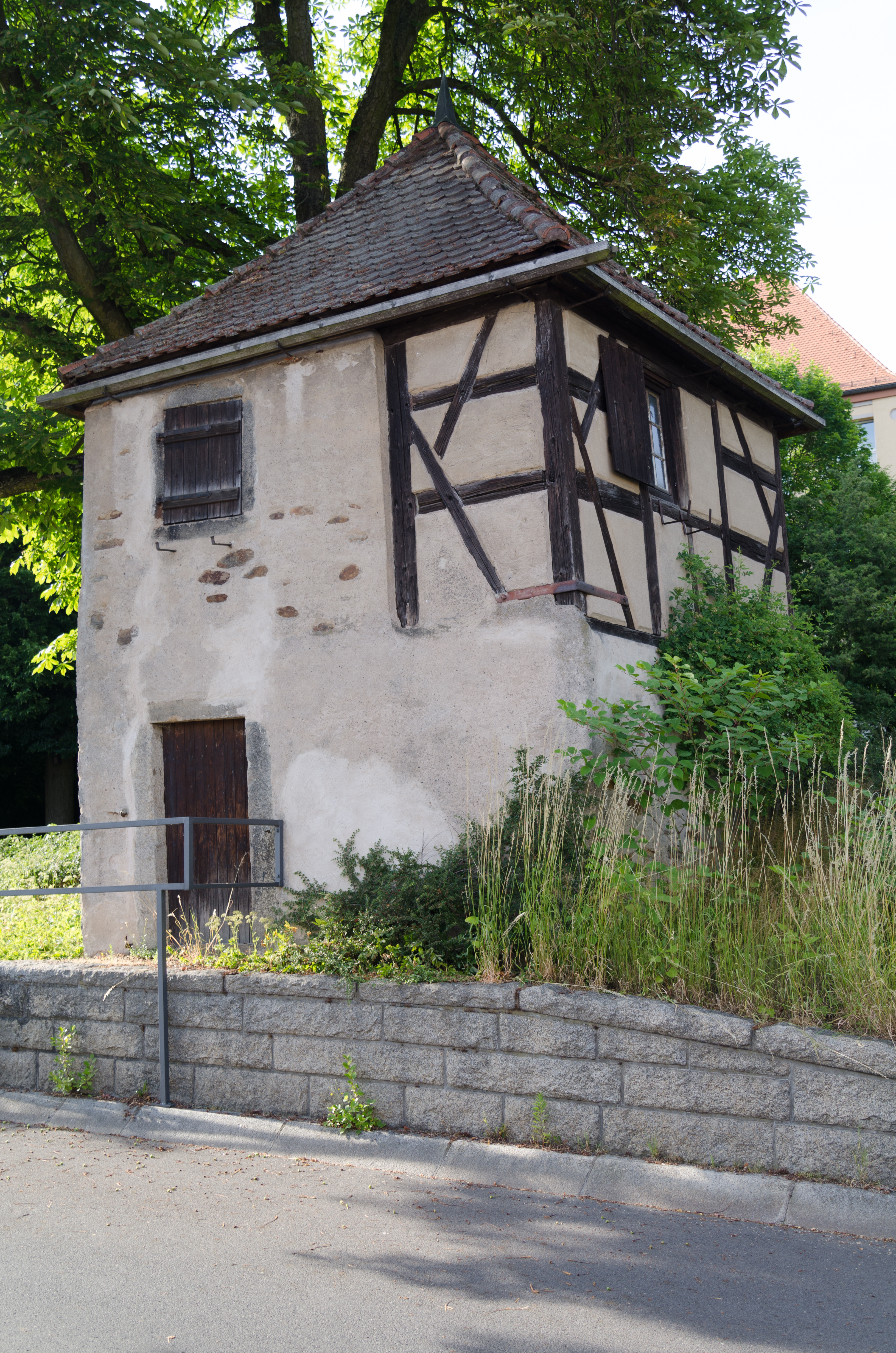
Alter Stadtturm

#### Evangelisch-lutherische Kirchengemeinden Marktredwitz
- St.-Bartholomäus-Kirche
- Heilig-Geist-Kirche in Oberredwitz (bis 1702: Annakirche) mit Christuskirche in Lorenzreuth, Auferstehungskirche in Pfaffenreuth und Friedenskirche in Groschlattengrün
- Evangelisch-lutherische Kirchengemeinde St. Margarethen, Brand
- Landeskirchliche Gemeinschaft

#### Katholische Pfarrgemeinden
- Pfarrkirche St. Josef mit Theresienkirche
- Herz-Jesu-Kirche mit St.-Marien-Kirche in Lorenzreuth und St.-Michael-Kirche in der Expositurgemeinde Brand

#### Weitere
- Arche Ahoi (ökumenisch)
- Jehovas Zeugen – Königreichssaal (Dörflas)
- Neuapostolische Kirche
- Islamischer Kulturverein
- Freie Christengemeinde Marktredwitz

### Sehenswürdigkeiten und Profanbauwerke
- Altes und neues Rathaus
- Brunnen mit dem Brunnenlöwen im Markt
- Historische Glasschleif und Bender-Areal als Teil der Industriegeschichte
- Überschaubar auf dem ehemaligen Kesselhaus der Buntweberei Benker
- Brunnen wie etwa der Egerlandbrunnen und der Castelfranco-Emilia-Brunnen
- Türme und Teile der alten Stadtbefestigung
- Schloss Oberredwitz
- Schloss Brand
- Schloss Dörflas
- Altes und Neues Schloss Lorenzreuth

### Parks und Grünanlagen

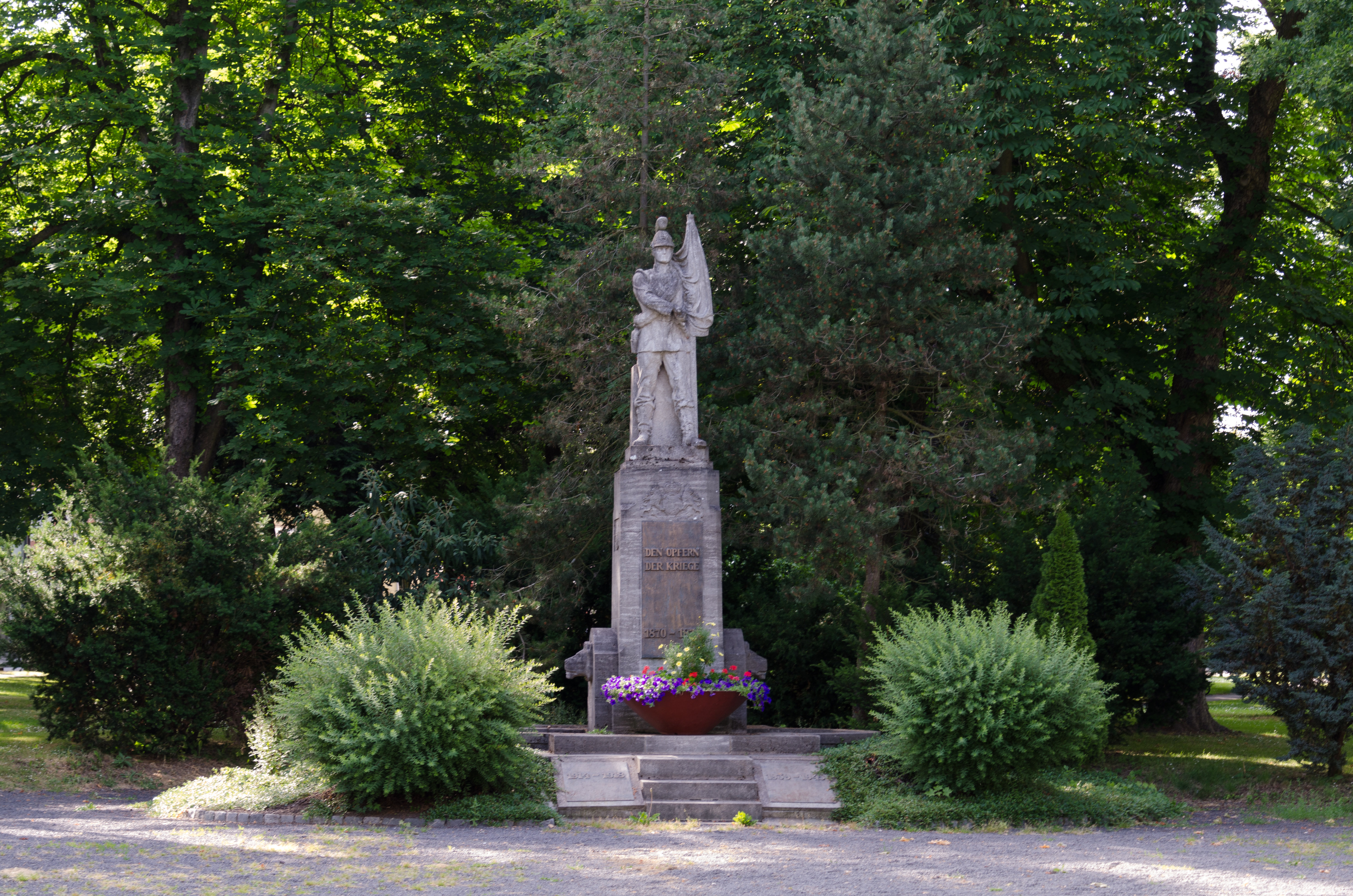
Kriegerdenkmal im Stadtpark

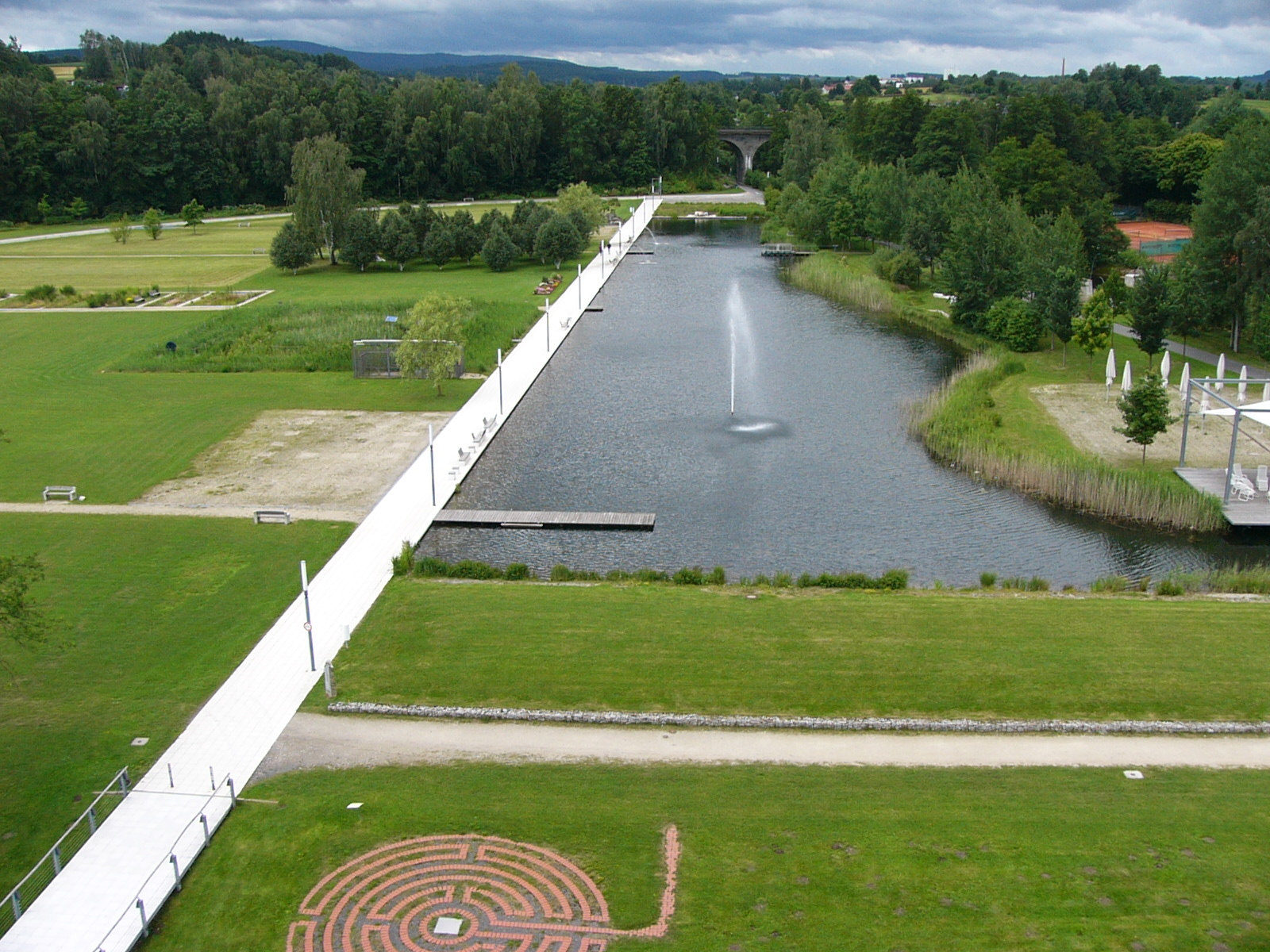
Auenpark von der Überschau-Bar

- Der Stadtpark befindet sich im Herzen der Marktredwitzer Innenstadt. Ein Kriegerdenkmal zur Erinnerung an den Deutsch-Französischen Krieg 1870 und ein Springbrunnen sind weitere Bestandteile des Parks.
- Der Auenpark entstand zur grenzüberschreitenden Gartenschau Marktredwitz – Cheb 2006. Zum Park gehören der künstlich angelegte Auensee, ein Kiosk sowie der Aussichtsturm ÜberschauBar, der einen Blick auf den Park, die Drei-Bögen-Brücke und das Benker-Areal eröffnet. Auf der Seebühne können Veranstaltungen stattfinden.
- Der Kirchpark gilt als Mehrgenerationenpark, da er zwischen dem Seniorenheim Martin-Schalling-Haus, der Grundschule und der Erich-Kästner-Schule liegt. Der Park wurde im Jahr 2018 umfangreich saniert und mit neuen Spielgeräten, Sitzmöbeln und Skulpturen ausgestattet. An den Kirchpark grenzt die historische Glasschleif, ein Industriedenkmal, das nach dessen Kernsanierung ab 2025 als Veranstaltungshalle genutzt werden soll.

### Sport
Marktredwitz besitzt ein Hallenbad (Deutschlands erstes Ozon-Hallenbad) und ein Freibad, das im Rahmen der Bauarbeiten zur Landesgartenschau Marktredwitz-Cheb 2006 saniert wurde. Etliche Turn- und Sporthallen sowie Sportplätze runden das Programm zur sportlichen Betätigung ab. Mit der Wiedereröffnung des Auenparks am 24. Mai 2007 bietet die Stadt ein weiteres Naherholungsgebiet in zentraler Innenstadtlage.
Der älteste Verein von Marktredwitz ist die Schützengesellschaft 1551 e. V. Die Turnerschaft 1887 e. V. ist der mitgliederstärkste Verein der Stadt und bietet neben diversen Sportarten auch ein Amateurtheater und eine Faschingsgilde an. Die Karnevalsgesellschaft Narhalla Rot-Weiß Marktredwitz e. V. nimmt mit ihren Garden, ebenso wie die Faschingsgilde Marktredwitz-Dörflas regelmäßig an Turnieren des Fastnacht-Verbands Franken teil. Ein breites Angebot unterschiedlicher Sportarten bietet der SV 04 Marktredwitz e. V., in den 2006 der ehemalige Tennisclub Grün-Weiß Marktredwitz e. V. als neue Abteilung aufgenommen wurde. 2010 hat sich die Tennissparte wieder losgelöst und stellt seitdem mit dem TC Fichtelgebirge e. V. einen eigenständigen Verein dar. Das Sportangebot rundet der FC Wacker 2004 e. V., ein Nachfolgeverein des Traditionsclubs SC Wacker Marktredwitz von 1913, ab. Der Motorsportclub Marktredwitz e. V. bietet den Freunden des Automobil-, Kart- und Motorradsports Raum.
Eishockey: Seit den 1950er-Jahren gab es in Marktredwitz eine Eishockeymannschaft. Das Team Wacker Marktredwitz nahm von 1970 bis 1976 am Spielbetrieb des Bayerischen Eissportverbandes (BEV) teil und spielte in der Bayerischen Landesliga (BLL). Seit 2012 gibt es in Marktredwitz einen Eishockey-Hobbyverein, den EHC-Meteor-Marktredwitz, der an den Hobbyligen DNHL und der Grenzlandliga teilnimmt. Seine Heimspiele trägt der EHC in der Mitterteicher Eishalle aus.
Die Ortsgruppe Marktredwitz des Deutschen Alpenvereins Sektion Greiz bietet von September bis Mai an der Kletterwand in der Dörflaser Turnhalle ein reichhaltiges Angebot an Kursen sowie die Möglichkeit, sich über den Winter an den „Berg“ zu begeben.

### Regelmäßige Veranstaltungen
In Marktredwitz finden über das Jahr verteilt mehrere regelmäßige Veranstaltungen statt. Auch die ortsansässigen Vereine tragen hierzu bei, etwa durch Grillfeste oder Musikabende.
Faszination Auenpark
„Faszination Auenpark“ ist ein Fest mit Musik, Speisen und Kleinkunst. Nach Einbruch der Dunkelheit findet im Auenpark ein großes Brillantfeuerwerk statt.
Lorenzreuther Brückenfest
1951 fand anlässlich des 200-jährigen Bestehens der Markgrafenbrücke das erste „Heimat- und Brückenfest“ in Lorenzreuth statt. Organisiert wird das Fest vom Burschenverein Lorenzreuth.
Buntes Pflaster
Das Bunte Pflaster ist ein Straßenfestival, bei dem Straßenmaler Bilder auf die Pflastersteine der Altstadt malen. Auch treten Kleinkünstler auf und bieten Zauberei, Artistik, Jonglage und Comedy.
Rawetzer Volksfest
Das Rawetzer Volksfest ist das Volksfest der Stadt Marktredwitz. Zum Fest gehören Fahrgeschäfte und andere Jahrmarktattraktionen. Es gibt ein Festzelt, in dem täglich Live-Musik gespielt wird. Zu den Besonderheiten gehören der Zeltgottesdienst am Sonntag, der Kindernachmittag sowie der „Tag der Betriebe und Vereine“ am Montag.
MAKaktiv – Rawetz bewegt sich!
Der MAKaktivtag ist der Sporttag der Stadt Marktredwitz. Hierbei finden Sportveranstaltungen im Auenpark statt, und verschiedene Sportvereine sowie gesundheitsorientierte Institutionen bieten ihr Angebot zum Mitmachen und Ausprobieren an. Am Nachmittag präsentieren Vereine, Faschingsgesellschaften und andere Gruppen Vorführungen und Tänze auf der Seebühne. Der Tag dient der Präsentation des vielfältigen Sport-, Bewegungs- und Gesundheitsangebots von Marktredwitz.
Altstadtfest
Stadtfest in der Marktredwitzer Altstadt mit Livemusik an verschiedenen Orten, internationalen Speisen sowie Tanz- und Sportveranstaltungen.
Sommerkino im Auenpark
Open-Air-Kino im Auenpark mit täglichen kostenlosen Filmvorführungen im Freien; wechselnde After-Work- oder Mottopartys gehören ebenfalls zum Festival.
Lange Nacht
Lange Einkaufsnacht, bei der die innerstädtischen Geschäfte bis 24 Uhr geöffnet haben. Dazu werden Livemusik, verschiedene Speisen und eine Lichtshow geboten.
Marktredwitzer Weinfest
Das Marktredwitzer Weinfest bietet eine Auswahl an Weinen und verschiedenen Speisen im Pfarrhof der St.-Bartholomäus-Kirche an. Begleitend sorgt Livemusik für eine festliche Atmosphäre.
Marktredwitzer Adventszauber
Der Weihnachtsmarkt der Stadt Marktredwitz, bekannt als der „Marktredwitzer Adventszauber“, findet in der Glasschleif statt. Geboten werden Livemusik, ein Kinderprogramm und verschiedene Speisen. Auch eine Kunsteisbahn ist aufgebaut.

## Wirtschaft und Infrastruktur

### Wirtschaft
Marktredwitz liegt in landschaftlich reizvoller Umgebung zwischen dem Naturpark Fichtelgebirge und dem Naturpark Steinwald, etwa 13 Kilometer von der Grenze nach Tschechien entfernt. Wichtigster Sektor der Wirtschaft ist das produzierende Gewerbe, gefolgt vom Dienstleistungssektor als zweitgrößten Wirtschaftsbereich. Die Unternehmen vor Ort treten auch als Unterstützer und Förderer des kulturellen Lebens in Marktredwitz auf.
Einer der wichtigsten Betriebe mit Sitz in Marktredwitz ist die Edeka Handelsgesellschaft Nordbayern-Sachsen-Thüringen mbH. 2021 erfolgte der Spatenstich zum Bau eines neuen Hightech-Logistikzentrums bei Oberthölau, 310 Millionen Euro werden am Standort investiert. Marktredwitz ist außerdem einer der Hauptstandorte der CeramTec AG in Deutschland, die dort mit den Geschäftsbereichen Chemietechnik, Elektronik und Medizintechnik vertreten ist und Komponenten aus Technischer Keramik fertigt. Des Weiteren befindet sich dort der Sitz der Scherdel GmbH, eines international tätigen Unternehmens der Automobilzulieferindustrie. Mit den Stammwerken in Marktredwitz und der nahen Umgebung (ca. 20 km) ist es der größte Arbeitgeber in Marktredwitz. Auch die VR-Bank Fichtelgebirge-Frankenwald hat ihren Hauptsitz in Marktredwitz. Das Klinikum Fichtelgebirge – Haus Marktredwitz – leistet neben seiner Funktion als Arbeitgeber und Ausbildungsbetrieb einen wichtigen Beitrag zur städtischen Infrastruktur.

### Medien
Als regionale Tageszeitung erscheint in Marktredwitz die Frankenpost Ausgabe Fichtelgebirge, die bis zur Zusammenfassung der lokalen Ausgaben im Jahr 2019 als Marktredwitzer Tagblatt erschien. Der Wochenspiegel ist die regionale Wochenzeitung und erscheint Samstags, die Auflage der Ausgabe Fichtelgebirge liegt bei 37.000 Exemplaren. Das Regionalstudio Fichtelgebirge des Bayerischen Rundfunks befindet sich in Marktredwitz und berichtet als den Landkreisen Wunsiedel und Tirschenreuth.

### Verkehr

#### Straße

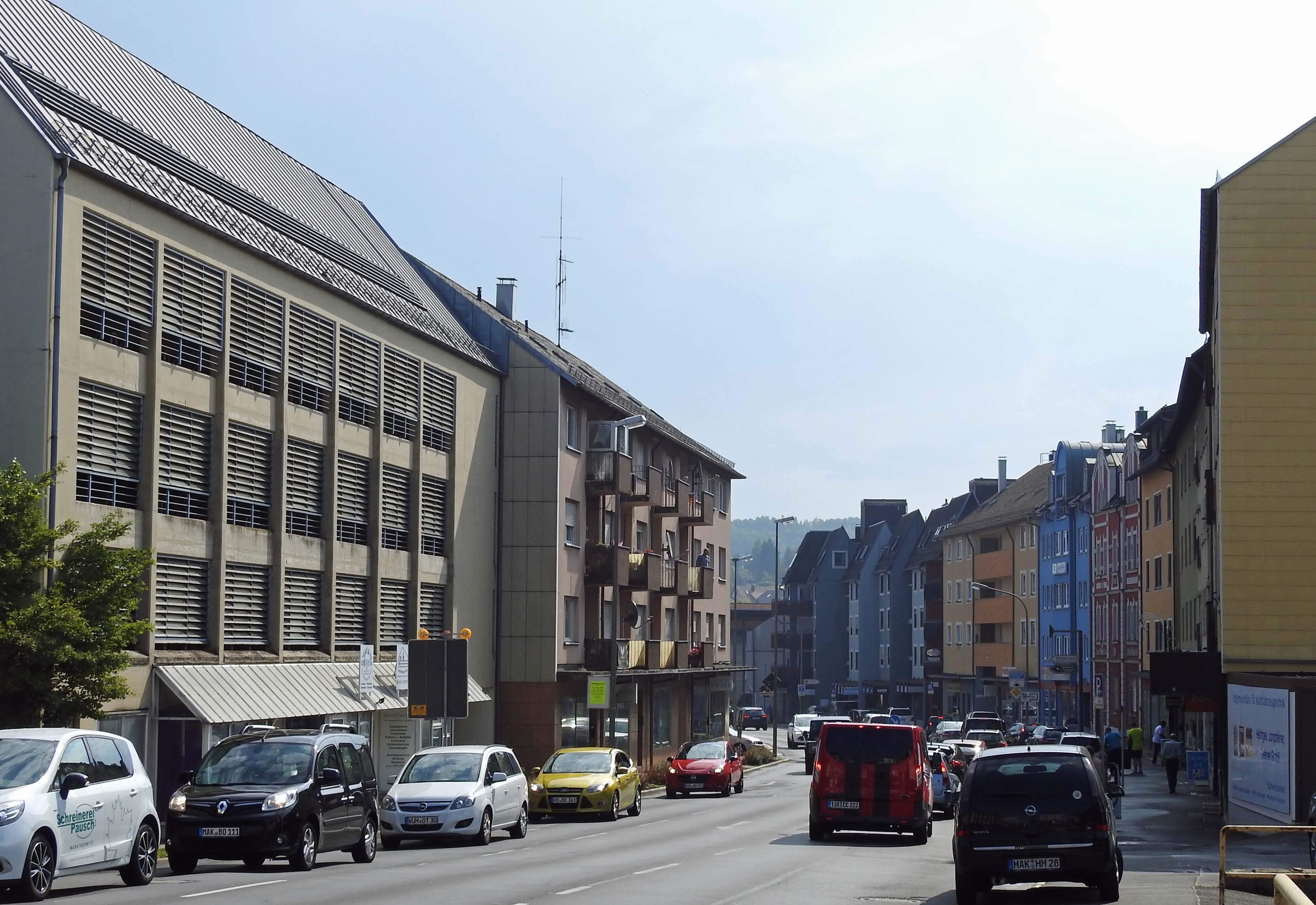
Leopoldstraße

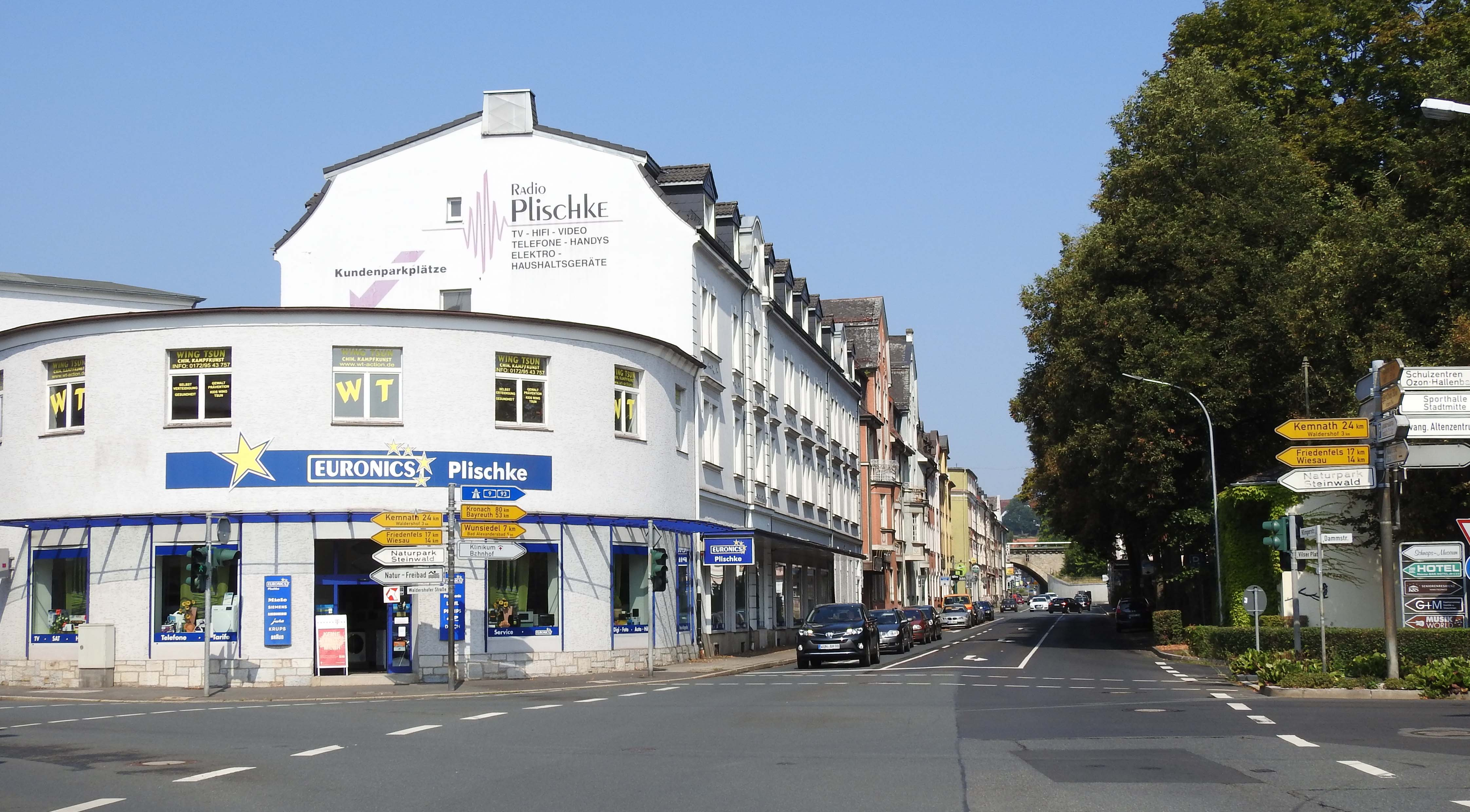
Klingerstraße

Marktredwitz ist ein gewichtiger Verkehrsknotenpunkt Nordbayerns und hat drei Anschlussstellen an die A 93 Hof–Regensburg. Zudem wird die Stadt von den Bundesstraßen 303 und 15 umlaufen.

#### ÖPNV

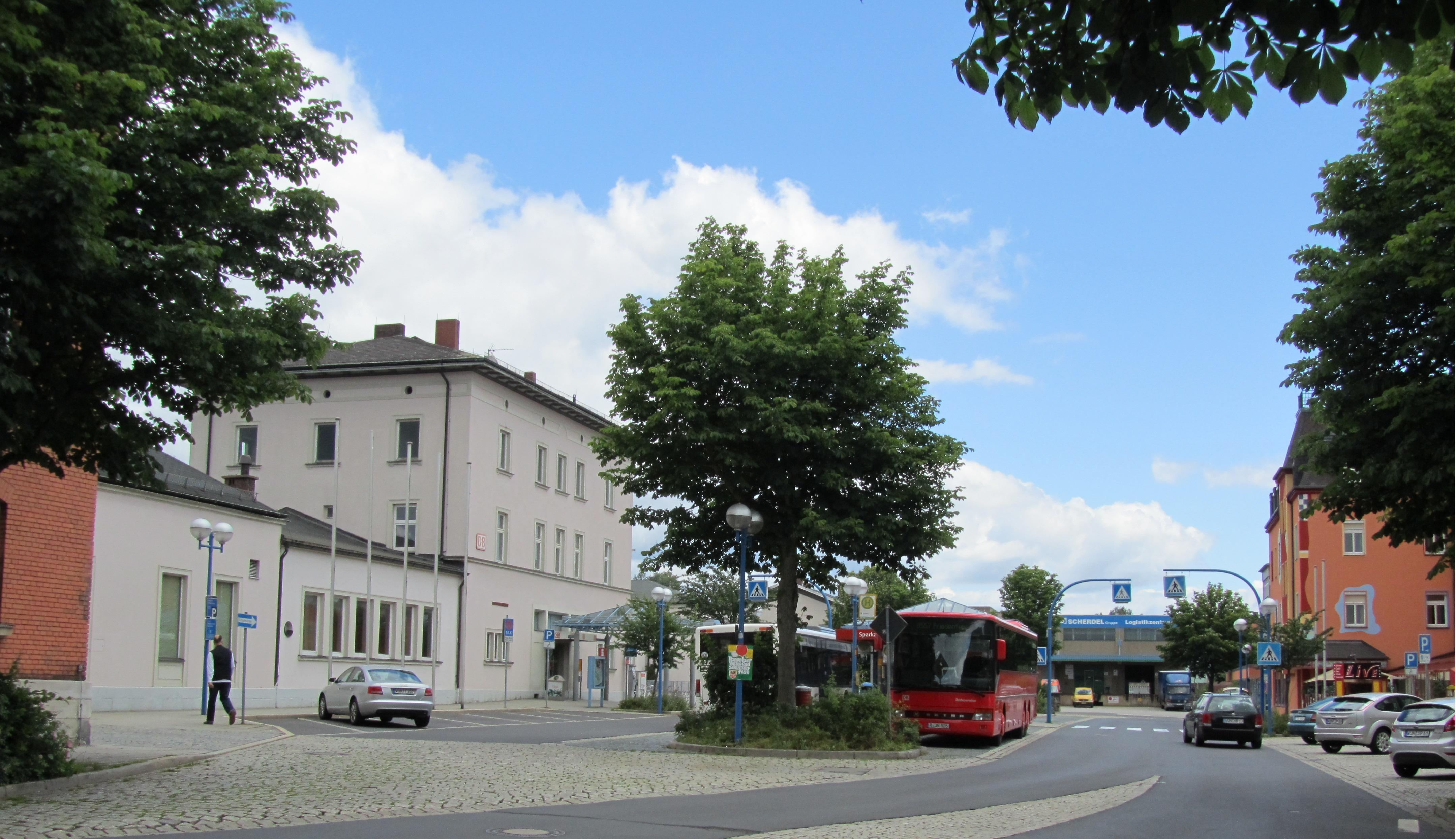
Busbahnhof auf dem Bahnhofsplatz

Marktredwitz ist, teilweise bedingt durch die weiterführenden Schulen, ein Knotenpunkt für alle regionalen Buslinien des südlichen Landkreises Wunsiedel und des nördlichen Landkreises Tirschenreuth. Der Busbahnhof befindet sich direkt am Bahnhofsplatz.
Seit Ende 2019 besteht neben den festen Linien des öffentlichen Personennahverkehrs (ÖPNV) auch die Möglichkeit, drei Bedarfslinien (BAXI) zu nutzen, die innerhalb von Marktredwitz täglich zwischen 7.00 Uhr und 23.00 Uhr verkehren. Der Bedarfsverkehr soll mit dem Wegfall der Stadtbuslinie (Juli 2024) weiter ausgebaut werden. Darüber hinaus arbeitet die Stadt an einen Stadtverkehr, der noch genauer auf die Bedürfnisse der Bürger abgestimmt ist.

#### Carsharing
Zur Verbesserung der Mobilität im ländlichen Raum ist die Stadt Marktredwitz seit Juni 2019 offizieller Carsharing-Standort. Zwei Fahrzeuge, ein Elektroauto und ein Sprinter mit neun Sitzplätzen, stehen der Bevölkerung kostengünstig zum Ausleihen zur Verfügung.

#### Fahrrad
Marktredwitz ist Start- und Endpunkt des Radfernweg Euregio Egrensis und liegt im Schnittpunkt der Fern-Radwege Donau-Naab-Saale und Main-Eger-Elbe. Die Nordroute des Wallenstein-Radwanderwegs beginnt am Hausberg von Marktredwitz, der Kösseine, und führt entlang der Flüsse Kössein, Röslau und Eger über die Orte Marktredwitz und Arzberg zum Grenzübergang bei Schirnding. Von dort geht es weiter in die tschechische Stadt Eger. Auch zahlreiche weitere Radwege sind von Marktredwitz aus gut zu erreichen. Zu nennen sind der Steinwald-Radweg, der Fichtelnaab-Radweg, der Brückenradweg usw.
Im Jahr 2016 war Marktredwitz Ausgangspunkt für die BR-Radltour.

#### Schiene

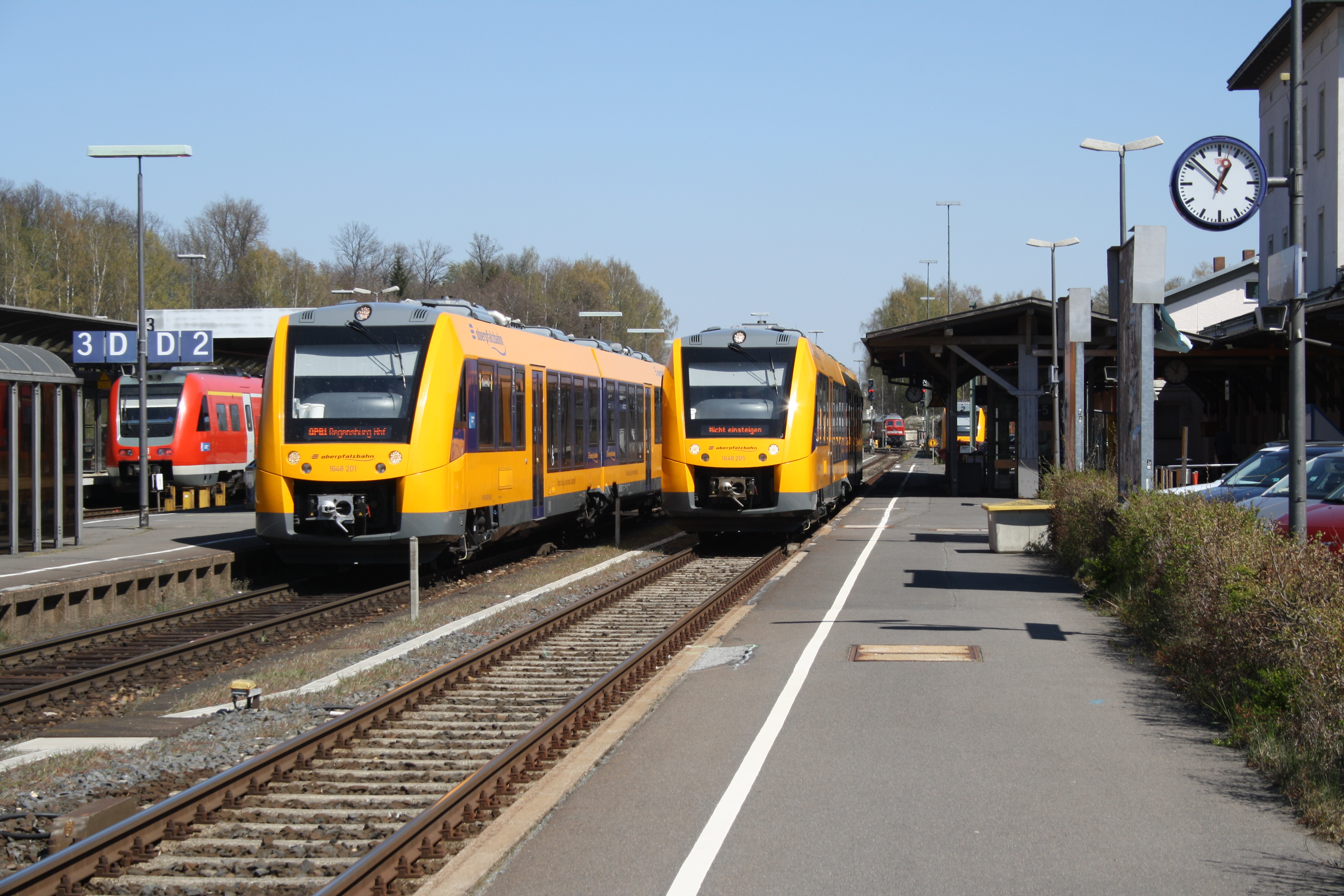
Bahnhof Marktredwitz

Der Bahnhof Marktredwitz ist ein Eisenbahnknotenpunkt. Dort treffen sich die Bahnstrecken Nürnberg–Cheb und Weiden–Oberkotzau, über die direkte Zugverbindungen nach Cheb, Hof, München, Regensburg und Nürnberg bestehen.

#### Luft
Die Stadt Marktredwitz befindet sich in zentraler Lage zwischen deutschen und tschechischen Flughäfen. Der Flughafen Karlsbad ist mit 80 Kilometern Entfernung der nächstgelegene internationale Flughafen, gefolgt von den Flughäfen Nürnberg (125 km) Leipzig-Halle (200 km). Sport- und Charterflüge sind vom Flugplatz Cheb sowie vom Verkehrslandeplatz Hof-Plauen aus möglich.

### Sicherheit und Rettung
Der Zuständigkeitsbereich der Polizeiinspektion Marktredwitz umfasst den östlichen Landkreis Wunsiedel. Der Polizeiinspektion ist die Polizeiwache in Selb angegliedert. Marktredwitz liegt im Zuständigkeitsbereich der Kriminalpolizeiinspektion und der Verkehrspolizeiinspektion Hof.
Seit 1867 gibt es in Marktredwitz eine Freiwillige Feuerwehr, die nach großen Stadtbränden eingerichtet wurde. Durch den Umzug aus der alten innerstädtischen Feuerwache am Stadtpark in die neue, größere Feuerwache in der Karlsbader Straße hat die Feuerwehr zusätzliche Aufgaben bekommen. So erfolgt beispielsweise seit den 1980er-Jahren die Ausbildung der Atemschutzgeräteträger dort überörtlich, seit den 1990er-Jahren gibt es die Lehrgänge ABC-Einsatz-Grundlagen. Auch gehört der 2008 gegründete historische Feuerwehrverein Marktredwitz e. V. zur Freiwilligen Feuerwehr. Darüber hinaus gibt es Stadtteilsfeuerwehren in Brand, Korbersdorf, Leutendorf, Lorenzreuth, Pfaffenreuth, Thölau, Wölsau und Wölsauerhammer.

### Medizinische Versorgung
Neben niedergelassenen Ärzten der Allgemeinmedizin sind in Marktredwitz auch Fachärzte verschiedener Bereiche ansässig. Mit dem Klinikum Fichtelgebirge, das in die beiden Häuser Marktredwitz und Selb gegliedert ist, hat Marktredwitz ein leistungsfähiges Klinikum der Versorgungsstufe III. Das nächstgelegene Klinikum der Versorgungsstufe II ist in Hof, das einzige Klinikum der Versorgungsstufe I in Oberfranken ist in Bayreuth.

### Bildung
- Grundschule Marktredwitz
- Grundschule Brand

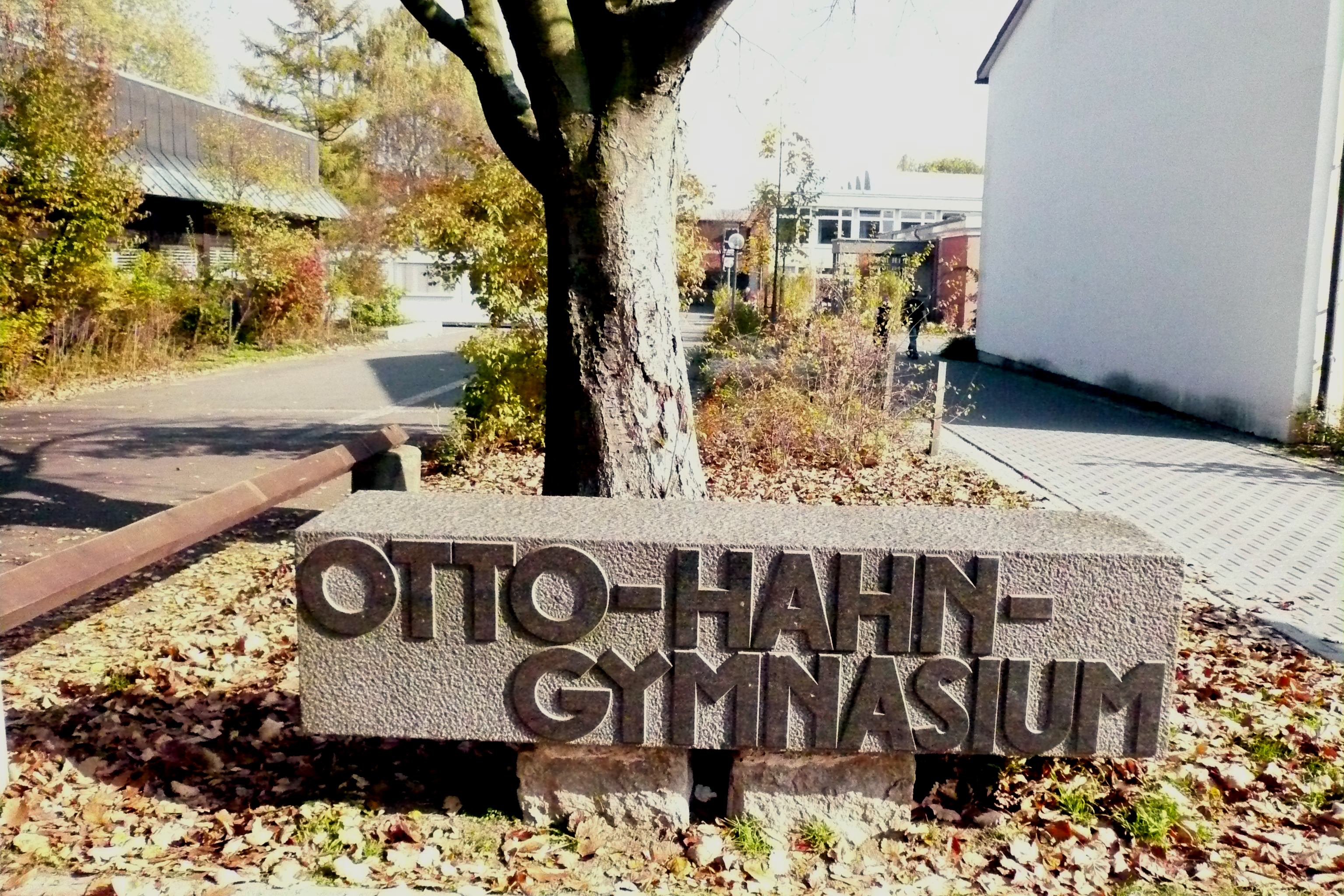
OHG (Mitte) und FOS/BOS (links)

- Alexander-von-Humboldt-Mittelschule
- Fichtelgebirgsrealschule (FGRS)
- Otto-Hahn-Gymnasium (OHG)
- Staatl. Berufl. Schulzentrum Marktredwitz – Wunsiedel (Berufsschule/FOS/BOS)
- Erich-Kästner-Schule (Privates sonderpädagogisches Förderzentrum)
- Privates Förderzentrum – Förderschwerpunkt geistige Entwicklung; Träger: Lebenshilfe im Fichtelgebirge e. V.
- Berufsfachschule für Altenpflege und Altenpflegehilfe, bfz
- Fachschule für Heilerziehungspflege St. Benedikt
- Städtische Sing- und Musikschule
- Volkshochschule
- Malschule

## Persönlichkeiten

### Söhne und Töchter der Stadt
- Christoph Weigel der Ältere (1654–1725), Kupferstecher, Kunsthändler und Verleger
- Johann Christoph Weigel (1661–1726), Kupferstecher, Kunsthändler und Verleger
- Georg Christoph von Gravenreuth (1667–1736), Stifter des Gravenreuther Stifts
- Joseph Friedrich Leopold (1668–1727), Kupferstecher
- Peter Kolb (1675–1726), Lehrer und Völkerkundler, geboren in Dörflas
- Wolfgang Caspar Fikentscher (1770–1837), Fabrikant, Gründer der Chemischen Fabrik Marktredwitz, Abgeordneter
- Georg August Fikentscher (1798–1864), Stadtphysikus und Gründer der Kaltwasserheilanstalt in Alexandersbad (1838)
- Friedrich Christian Fikentscher (1799–1864), Chemiker, Unternehmer und Politiker, Mitte der 1830er-Jahre Bürgermeister in Marktredwitz
- Gustav Seeberger (1812–1888), Maler und Lithograf
- Oskar Loew (1844–1941), Chemiker
- Karl Ritter (1883–1968), Diplomat und verurteilter Kriegsverbrecher, geboren in Dörflas
- Josef Kastner (1904–1959), Politiker (BVP, CSU)
- Otto Kahler (1920–2008), Politiker (SPD)
- Nepomuk Zöllner (1923–2017), Internist
- Wolfgang Zöllner (* 1928), Rechtswissenschaftler
- Heinz F. Dressel (1929–2017), Pfarrer, Menschenrechtler und Autor
- Stephan Müller (1930–1997), Geophysiker und Hochschullehrer
- Walter Opp (1931–2022), Kirchenmusiker
- Hanns-Peter Popp (* 1936), Physiker, Elektrotechniker und Hochschullehrer in Karlsruhe
- Hermann G. Meier (* 1939), Bauingenieur und Werkstoffwissenschaftler
- Helmut Ruppert (* 1941), ehemaliger Präsident der Universität Bayreuth
- Albrecht Schläger (* 1942), Politiker (SPD)
- Günther Nürnberger (1948–2013), Mathematiker und Hochschullehrer
- Reinhard Pöllath (* 1948), Jurist und Manager
- Wolf-Dieter Wichmann (* 1948), Europameister und Deutscher Meister im Karatedō
- Harald A. Summa (* 1953), deutscher Internetpionier und Unternehmer (DE-CIX)
- Rudolf Schricker (* 1955), Innenarchitekt
- Berthold Kohler (* 1961), Herausgeber der Frankfurter Allgemeinen Zeitung
- Rainer Vollath (* 1966), Schriftsteller und Journalist
- Birgit Lodes (* 1967), Musikwissenschaftlerin und Hochschullehrerin
- Ulrich Czermak (* 1967), Fünfkämpfer
- Franc Dierl (* 1970), Politiker (CSU)
- Silke Popp (* 1973), Schauspielerin
- Christof Kuhbandner (* 1974), Experimentalpsychologe
- Ute Leimgruber (* 1974), Theologin
- Isabel Schübel-Pfister (* 1974), Bundesrichterin am Bundesverwaltungsgericht
- Jürgen Ernstberger (* 1975), Ökonom
- Ersen Martin (1979–2024), Fußballspieler
- Ronny Krippner (* 1980), Kirchenmusiker
- Holger Grießhammer (* 1982), Politiker (SPD), Maler und Lackierermeister
- Eva-Maria Leeb (* 1986), Chorleiterin, Musikpädagogin und Kirchenmusikerin
- Denis Reul (* 1989), Eishockeyspieler
- Maximilian Gläßl (* 1997), Eishockeyspieler
- Simon Hüttel (* 1999), Nordischer Kombinierer
- Marius Kastner (* 2002), Skilangläufer

### Persönlichkeiten, die vor Ort gewirkt haben
- Sigmund Scherdel (1859–1936), Unternehmensgründer
- Reinhard Scheer (1863–1928), Admiral in der Kaiserlichen Marine, starb hier.
- Ernst Bartl (1899–1972), deutscher Heimatpfleger und Bundesvorstand der Eghalanda Gmoi, ferner Kommunalpolitiker in Eger
- Seff Heil (1929–2000), Volkstumspfleger und -kundler, unter anderem Bundesvorsteher der Eghalanda Gmoin
- Walter Bach (1938–2019), Unternehmer